# Honeoye Falls, New York
Honeoye Falls, New York (енгл. Honeoye Falls) град је у америчкој савезној држави Њујорк.

## Демографија
По попису из 2010. године број становника је 2.674, што је 79 (3,0%) становника више него 2000. године.
| Група             | 2000.         | 2010.         |
| Белци             | 2.504 (96,5%) | 2.549 (95,3%) |
| Афроамериканци    | 26 (1,0%)     | 18 (0,7%)     |
| Азијати           | 20 (0,8%)     | 16 (0,6%)     |
| Хиспаноамериканци | 27 (1,0%)     | 47 (1,8%)     |
| Укупно            | 2.595         | 2.674         |